# Big Band Berenbostel
Die Big Band Berenbostel ist das Schulorchester des Gymnasiums Berenbostel in Berenbostel, einem Stadtteil von Garbsen in Niedersachsen. Die Band spielt vor allem Jazz.

## Bandportrait
Die Big Band Berenbostel spielt Bigband-Sound. Zu den Höhepunkten der vergangenen Jahre gehören Konzerte gemeinsam mit Profi-Big-Bands, mehrere internationale Konzertreisen (USA, Polen, Russland und Kanada 2022) und Auftritte in den Ministergärten in Berlin.
Die Big Band Berenbostel ist seit vielen Jahren mehrfache Preisträgerin der wichtigsten deutschen Bigband-Wettbewerbe (siehe Auszeichnungen) und wurde im Mai 2023 bei der Bundesbegegnung Jugend jazzt in Hamburg erneut als beste Jugend-Bigband Deutschlands ausgezeichnet. Sie arbeitet regelmäßig mit Musikern wie Till Brönner, Jiggs Whigham und Ingolf Burkhardt, zuletzt mit Erik van Lier, Jörn Marcussen-Wulff und Michael League.

## Bandgeschichte
Die Big Band des Gymnasiums Berenbostel wurde 1994 vom ehemaligen Leiter Bodo Schmidt gegründet. 1996, 2001, 2004, 2006 und 2009 entstanden die bislang vorliegenden CD-Aufnahmen. Ende Mai 2005 reiste die Band zur Bundesbegegnung „Schulen musizieren“ nach Neuruppin. 1998, 2000 und 2005 unternahm sie Konzertreisen in die USA und gastierte mehrere Male in Polen. Höhepunkte waren bislang u. a. Auftritte auf der Expo 2000, ein Gemeinschaftskonzert mit dem BuJazzO unter der Leitung von Peter Herbolzheimer, ein Auftritt als Zwischenact bei Manhattan Transfer und Take 6 in Leverkusen und ein Auftritt im Disneyland in Kalifornien. Im Februar 2007 veranstaltete die Band ein Konzert mit dem Posaunisten Jiggs Whigham als Abschluss eines mehrtägigen Workshops. Im Oktober 2007 konnte die Band an einem Workshop mit Peter Herbolzheimer teilnehmen, den sie beim Skoda Jazz Preis 2007 gewonnen hatte. 2009 folgte ein neuerlicher Workshop mit Jiggs Whigham, der auch aufgezeichnet wurde, doch auch im Jahr 2011 fanden Workshops mit Till Brönner und Jiggs Whigham statt. 2013 folgte ein Gemeinschaftskonzert mit dem Trompeter Till Brönner. Im September 2015 arbeitete die Band mit dem Komponisten, Arrangeur und Organisten Lutz Krajenski zusammen.
2016 erhielt sie den Förderpreis der Deutschen Jazzunion.
Nach der Pensionierung von Bodo Schmidt übernahm 2019 Felix Maier die Leitung des Schulorchesters. Es versteht sich als musikalisches Allround-Orchester mit zunehmend größerem Schwerpunkt im Jazz-Bereich, das aber ebenso im Rhythm & Blues sowie im Rock- und Pop-Bereich zu Hause ist.

## Diskografie
- Big Band Berenbostel (1996, Paul Productions)
- Big Band Berenbostel (2001, Paul Productions)
- 10 Jahre Big Band Berenbostel (2004, Paul Productions), Jubiläums-CD
- Big Band Berenbostel (2006, Paul Productions)
- Big Band Berenbostel Live In Concert with Jiggs Whigham (2009, Paul Productions)
- 20 Jahre Big Band Berenbostel (2014, Paul Productions), Jubiläums-CD

## Auszeichnungen
- 2003: 1. Platz Landeswettbewerb DOW (Peine)
- 2005: 3. Platz Skoda Jazzpreis Bundeswettbewerb (Worms)
- 2007: 1. Platz Skoda Jazzpreis Region Nord (ca. die Hälfte aller Bundesländer)
- 2007: 1. Platz Landeswettbewerb DOW (Bersenbrück)
- 2008: 1. Platz Skoda Jazzpreis Bundeswettbewerb (Bingen)
- 2008: 1. Platz DOW (Bundeswettbewerb) Wuppertal in der Kategorie Eb Jugendjazzorchester[4]
- 2009: 1. Platz Landeswettbewerb Jugend jazzt mit Skoda-Jazzpreis (Stadthagen)
- 2010: 2. Platz Bundeswettbewerb Jugend jazzt mit Skoda Jazzpreis (Bingen)
- 2011: 1. Platz Landeswettbewerb Jugend jazzt mit Skoda Jazzpreis (Wolfenbüttel)
- 2012: 2. Platz Bundeswettbewerb Jugend jazzt mit Skoda Jazzpreis (Dresden)
- 2013: 1. Platz Landeswettbewerb Jugend jazzt (Wolfenbüttel)[5]
- 2014: 3. Platz Bundeswettbewerb Jugend jazzt (Stuttgart)[6]
- 2015: 1. Platz Landeswettbewerb Jugend jazzt (Wolfenbüttel)
- 2016: 1. Platz Bundeswettbewerb Jugend jazzt (Kempten)
- 2019: Landeswettbewerb Jugend jazzt (Wolfenbüttel)
- 2023: 1. Platz Landesbegegnung Jugend jazzt (Hannover)[7]
- 2023: 1. Platz Bundesbegegnung Jugend jazzt (Hamburg)[1][8]
- 2024: 1. Platz Landesbegegnung Jugend jazzt (Papenburg)